# Sydkoreas damlandslag i ishockey
Sydkoreas damlandslag i ishockey representerar Sydkorea i ishockey på damsidan.
I december 1989 spelade Sydkorea sina första damlandskamper i ishockey, i Hongkong vid asiatiska mästerskapet, där man slutade på tredje plats . Sydkoreas damer var rankade på 11:e plats i världen efter OS 2006.
Efter VM 2008 rankades laget på 26 plats i världen.